# ويليام روز (لاعب كريكت)
ويليام روز (8 ديسمبر 1934 في المملكة المتحدة - ) (بالإنجليزية: William Rose)‏ هو لاعب كريكت بريطاني. لعب مع Norfolk County Cricket Club ‏.

## وصلات خارجية
- ويليام روز على موقع إي آس بي آن كريك إنفو (الإنجليزية)